# Bajo alemán medio
El bajo alemán medio o sajón medio (ISO 639-3 code gml) es una lengua medieval descendiente directa del antiguo sajón y antecesora del moderno bajo alemán. Se usó como lingua franca internacional de la Liga Hanseática y se habló entre 1100 y 1600.

## Lenguas relacionadas
El término bajo alemán medio se utiliza con diferentes grados de inclusividad. Se distingue del alto alemán medio, hablado más al sur, y que es el antecesor del moderno alemán estándar. Otras veces el término se emplea para referirse al continuo geolectal que comprendía otras lenguas de la Edad Media del grupo germánico occidental que se hablaban entre Flandes y la costa del Mar Báltico, aunque a veces las variedades occidentales de este continuo se denominan simplemente neerlandés medio.
El bajo alemán medio proporcionó un gran número de préstamos léxicos a otras lenguas habladas en los alrededores del mar Báltico como resultado de las actividades comerciales de la Hansa. Esta lengua parece ser la principal fuente de préstamos léxicos en las lenguas germánicas septentrionales, el estonio y el letón.

## Historia

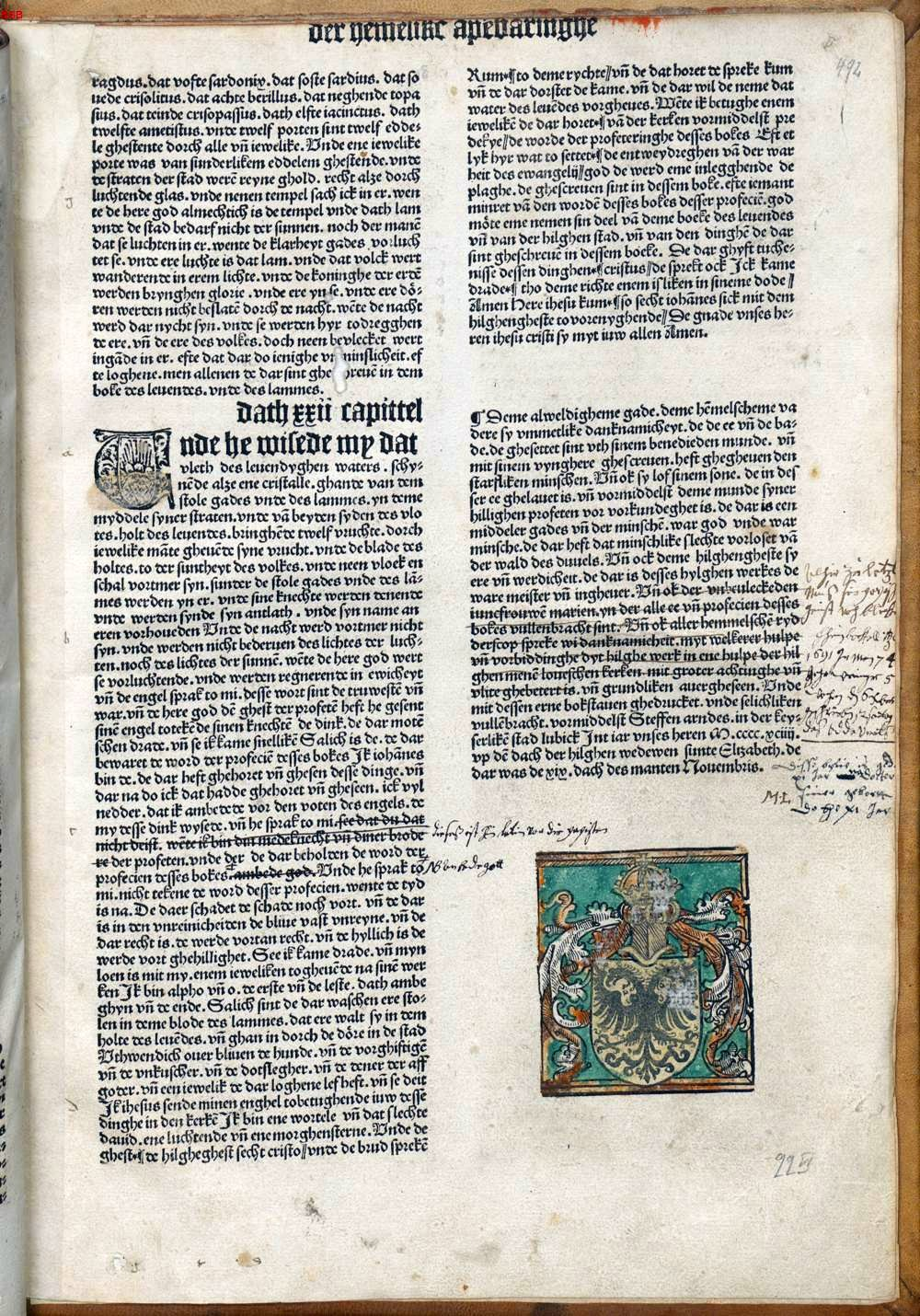
texto de 1494

El bajo alemán medio era la lingua franca de la Liga Hanseática y se hablaba en la costa sur del mar del Norte y el mar Báltico. Durante algún tiempo se pensó que el dialecto más prestigioso habría sido el de la ciudad de Lübeck, al punto de haberse convertido en la forma más estandarizada de bajo alemán medio (Lübecker Norm) que dio lugar a una incipiente lengua estándar escrita, aunque algunos trabajos recientes han señalado que esta afirmación sería un tanto exagerada y que en realidad no había propiamente una variedad estándar en el sentido moderno.
Existen vestigios de la importancia del bajo alemán medio en forma de muchos préstamos léxicos encontrados en las lenguas escandinavas, las lenguas fino-bálticas, las lenguas bálticas, así como en el alemán estándar y el inglés.
A finales de la Edad Media, el bajo alemán medio había perdido su prestigio en favor del alto alemán moderno, que primero fue usado por élites para la comunicación escrita y más tarde como lengua hablada. Entre las razones de esta pérdida de su prestigio estuvo el declive de la Liga Hasnseática, seguida de la división política del norte de Alemania, la prevalencia cultural del centro y sur de Alemania durante la Reforma protestante y la influencia de la traducción alemana de la Biblia de Lutero.